# Dzsakuen
Dzsakuen (kínai: 寂円, pinjin: Csi-jüan, 1207 – 1299. október 8.) kínai zen szerzetes, Ru-csing tanítványa. Az élete középkori legendákból és szektariánus művekből ismeretes. Általánosságban elfogadott tény, hogy ningpói tartózkodása során barátságot kötött Dógennel, akinek szintén Ru-csing volt a tanítómestere. A mesterük 1228-as halála után Dzsakuen Japánba költözött Dógenhez, hogy csatlakozzon a kibontakozófélben lévő iskolájukhoz, a szótó zen iskolához. Dharma átadást azonban nem tőle kapott, hanem a tanítványától Koun Edzsótól.
Dógen halála után Dzsakuen belekeveredett az ún. szandai szóron (harmadik generációs megkülönböztetés) viszályba, amely heves vitákat jelentett az ortodoxia és a egyházpolitika területén. 1261-ben megunta a többi szerzetes hatalomért vívott harcát, és elhagyta az Eiheidzsi templomot, jóllehet, állítólag magával vitte a templom azon kincseit, amelyeket Dógen bízott rá. Fukui prefektúra egy félreeső hegyére vonult el, ahol hírnévre tett szert a helyiek körében magányos, aszkéta meditációs gyakorlataiért. A középkori legendák szerint, ekkoriban összebarátkozott egy tehénnel és egy kutyával, akik mindig követték őt a városban tett alamizsnáért tett útjai során. A szikla, amelyen ült, helyi nevezetességgé vált. Később épített egy kolostort tian-tung stílusban (Hókjódzsi, 宝慶寺), amely ma az Eiheidzsi egyetlen fennmaradt korai emléke, és a szótó zen buddhisták gyakorló központként használják.
Dzsakuen egyházközössége a középkorban korrupció miatt két vonalra szakadt, egyik a Hókjódzsi, a másik az Eiheidzsi templom volt.
Ma is léteznek szerzetesek Kínában és Japánban, akik magukat a Dzsakuen átadási vonal tartójának vallják. Tokióban van egy templom, amelyet Dzsakuendzsi-nek neveznek. A Hókjódzsi hivatalosan egyházközösséget alkot a szótó átadási vonallal Keizanon keresztül, azonban nem hivatalosan  Dzsakuent tekintik pátriárkájuknak.